# Kazuyuki Kyoya
Kazuyuki Kyoya (京谷 和幸 Kyoya Kazuyuki?), född 13 augusti 1971 i Muroran, är en japansk tidigare fotbollsspelare och rullstolsbasketsspelare.
Han deltog bland annat i Paralympiska sommarspelen 2000, 2004, 2008 och 2012.